# Екатеринославска губерния
Екатеринославска губерния (на руски: Екатеринославская губерния, на украински: Катеринославська губернія) е губерния на Руската империя, съществувала от 1802 до 1925 година. Заема югоизточната част на днешна Украйна и съседни части на Русия, а столица е град Екатеринослав (днес Днипро). Към 1897 година населението ѝ е около 2,1 милиона души, главно малоруси (69%), руснаци (17%), евреи (5%) и немци (2%).
Създадена е с императорски указ от 8 октомври 1802 година при второто разделяне на дотогавашната Новорусийска губерния. След разпадането на Руската империя губернията става част от Украинската народна република, 
До 1917 година губернията е част от състава на Руската империя, а след нейния разпад вследствие на Руската революция от 1917 г. губернията попада в периода от ноември 1917 г. до април 1918 г. в Украинската Народна Република, Украинската Народна Република на Съветите, Украинската съветска република, от март 1919 г. до декември 1922 г. била в състава на Украинската съветска социалистическа република, през декември 1922 г. влиза в състава на Съюз на съветските социалистически републики. Граничила е на север с Полтавска и Харковска губерния, на изток — с Областта на Донската войска, на юг — с Азовско море и Таврическа губерния, на запад — с Херсонска губерния. 
През 1925 година е преобразувана в Екатеринославски окръг.
Най-голямата ширина на губернията от север на юг е 252 верста (268,8 km), а най-голямата дължина от запад на изток — 463,5 верста (494,4 km).